# Ива Штрљић
Ива Штрљић (Београд, 7. октобар 1977) српска је глумица, списатељица, водитељка и политичарка.

## Биографија
Рођена је 7. октобра 1977. године у Београду, као кћерка глумца Милана Штрљића и балерине Славице. Гимназију је завршила у Сплиту, а након развода родитеља вратила се са мајком у Београд.
Након три неуспешна покушаја да упише студије глуме у Загребу и Београду, уписује глуму на БК универзитету уметности, у класи професора Ивана Бекјарева. Током студија одиграла је улоге у неколико десетина студентских филмова, због чега је добила надимак женски Валтер. Прву професионалну улогу остварила је у првој српској теленовели Јелена, у којој је тумачила лик секретарице Татјане Пантић. Неко време Ива је радила као водитељ јутарњег програма „Дизање“ на телевизији Б92.
Уз колегу Жарка Лазића, била је водитељ емисије Трансформа. Опробала се и као списатељица - објавила је роман Немаш појма колико те волим (Лагуна, 2011).
На изборима 2022. године изабрана је за одборника у Скупштини града Београда, као кандидат Српске напредне странке.

## Приватни живот
Кћерка је глумца Милана Штрљића.

## Филмографија
| Год.        | Назив                              | Улога                       |
| ----------- | ---------------------------------- | --------------------------- |
| 2002.       | Казнени простор                    |                             |
| 2003.       | М(ј)ешовити брак                   |                             |
| 2003.       | Чекајући викенд                    |                             |
| 2004.       | Трагом Карађорђа                   | снаха                       |
| 2004.       | Смешне и друге приче               | Радованова жена             |
| 2004.       | Јелена                             | Татјана Пантић              |
| 2004.       | Слободан пад                       | чланица комисије            |
| 2005.       | Маде ин YU                         | Марица                      |
| 2005.       | Леле, бато                         | Госпођица која меша коверте |
| 2006.       | Трансформа                         |                             |
| 2006.       | Реконвалесценти                    | медицинска сестра           |
| 2007.       | Увођење у посао                    | службеница поште            |
| 2008.       | Бледи месец                        | Маргита                     |
| 2008.       | Бела лађа 2                        | Тијана Новаковић            |
| 2008.       | Заборављени умови Србије           | Емилија                     |
| 2008.       | Мој рођак са села                  | Весна                       |
| 2009.       | Рањени орао                        | Учитељица Бранка            |
| 2006-2009.  | Сељаци                             | Судија                      |
| 2009.       | Јесен стиже, Дуњо моја (ТВ серија) | Маргита                     |
| 2009.       | Заувек млад                        | Перина жена / црнка Ђурђа   |
| 2012.       | Фолк                               | Цицка                       |
| 2012.       | Ларин избор                        | Ирис                        |
| 2013.       | Прављено у Србији                  | пр менаџер                  |
| 2016.       | Луд, збуњен, нормалан              | Линда                       |
| 2020—у току | Игра судбине                       | Дијана Ерски                |
| 2021.       | Дођи јуче                          | Биљана Јовановић Рачић      |
| 2021.       | Азбука нашег живота                | Карла Бруни                 |
| 2022.       | Камионџије д.о.о.                  | шалтеруша                   |
| 2022—2023.  | Од јутра до сутра                  | Миланка “Лили” Радојковић   |
| 2024.       | Крунска 11                         | Јагода Петровић             |